# نیکولای سیدوروف
نیکولای سیدوروف (روسی: Николай Александрович Сидоров؛ زادهٔ ۲۳ نوامبر ۱۹۵۶) دونده اهل اتحاد جماهیر شوروی سوسیالیستی بود.
از افتخارات وی میتوان به کسب مدال طلا دو ۱۰۰ × ۴ متر در بازی‌های المپیک تابستانی ۱۹۸۰ اشاره کرد.